# 北寿街道
北寿街道，是中华人民共和国吉林省辽源市龙山区下辖的一个乡镇级行政单位。

## 行政区划
北寿街道下辖以下地区：
北平社区、北安社区、北门社区和北顺社区。